# Bandeira da Somália
A bandeira da Somália foi adotada em 12 de outubro de 1954. Consiste de um pano de cor azul claro em que figura, na sua parte central, uma estrela de cinco pontas de cor branca.
A bandeira da Somália é da mesma cor usada pela ONU já que se decidiu oferecer um reconhecimento à organização internacional pela ajuda prestada em seu processo de independência da Itália.
As cinco pontas da estrela branca simbolizam as cinco áreas habitadas por somalis: Somalilândia Britânica, Somalilândia Italiana, Somalilândia Francesa (Djibuti), Ogaden (na Etiópia) e o Distrito da Fronteira Setentrional do Quênia.

## História
Em meados do século XIX, as áreas povoadas por somalis no Corno de África foram divididas entre a Etiópia, França, Grã-Bretanha e a Itália. Logo após a criação do Território Fiduciário das Nações Unidas da Somalilândia em 1950, a Liga da Juventude Somali defendeu persistentemente a criação de uma bandeira nacional. Os administradores tutelares italianos rejeitaram essa ideia até 1954, quando um debate foi aberto no conselho territorial. A Liga da Juventude Somali, que era a organização política mais popular do país, inicialmente tentou usar a bandeira da Liga, mas partidos rivais a rejeitaram imediatamente. Um impasse se seguiu até que o estudioso somali Mohammed Awale Liban o quebrou e sugeriu um símbolo diferente dos propostos.  Liban concebeu e desenhou pessoalmente a bandeira,  e ela também foi usada no efêmero estado independente da Somalilândia, entre 26 de junho de 1960 e 1º de julho de 1960.

## Características
Como uma bandeira étnica, a Estrela da Unidade branca de cinco pontas em seu centro representa as áreas onde o grupo étnico somali forma a maioria: Djibuti, Somalilândia (antigo protetorado britânico), a região somali na Etiópia, a Província Nordeste no Quênia e Somália (Somália Italiana). No entanto, a bandeira já não representa todas as regiões da Somália, passando de uma bandeira étnica a ser apenas a bandeira nacional da Somália. Agora, oficialmente, ele denota o céu, assim como o Golfo de Adem, o Canal de Guardafui e o Mar da Somália, que ladeiam o país. A cor azul da bandeira foi escolhida em homenagem às Nações Unidas, que ajudaram a formar o país da Somália durante seu status como Território Fiduciário de 1950 a 1960.

### Cores
|      | Azul       | Branco      |
| ---- | ---------- | ----------- |
| RGB  | 65/143/222 | 255/255/255 |
| Hex  | #418FDE    | #FFFFFF     |
| CMYK | 71/36/0/13 | 0/0/0/0     |

## Outras bandeiras da Somália
Com a queda da monarquia etíope em 1975 o governo da Somália aproveitou a desorganização existente e a guerra da Eritreia para apoiar um movimento pela independência da parte oriental da Etiópia (Ogadén) e sua posterior união à Somália. O movimento fracassou graças a ajuda militar soviética e cubana à Etiópia. Dirigiu a luta a Frente de Liberação da Somália Ocidental, cuja bandeira é verde e vermelha em duas listras verticais: o verde é a cor dos muçulmanos (que são maioria entre os somalis) e o vermelho é pelo sangue derramado; a estrela simboliza o povo. Utilizaram variantes da bandeira na horizontal. 

Bandeira do estado federado dos Somalis
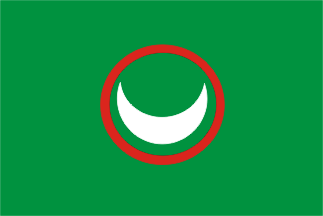
Bandeira da Frente de Libertação da Somália Ocidental 1975-1976
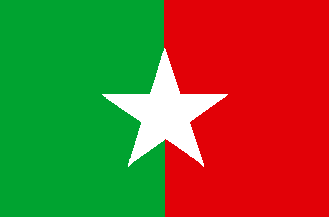
Bandeira da Frente de Libertação da Somália Ocidental 1976
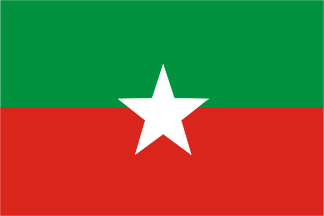
Bandeira da Frente de Libertação da Somália Ocidental 1976, variante
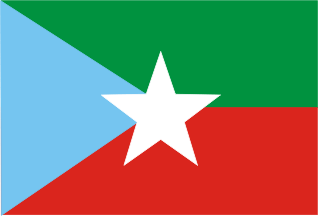
Bandeira da Frente de Libertação da Somália-Ano 1976